# Саска Монтана
Саска Монтана (рум. Sasca Montană) је насеље и седиште истоимене општине Саска Монтана у жупанији Караш-Северин у Румунији. Према попису из 2021. у насељу је било 353 становника.

## Становништво
| 1992. | 2002. | 2011. | 2021. |
| ----- | ----- | ----- | ----- |
| 787   | 587   | 472   | 353   |

Према попису из 2021. у Саски Монтани је живело 353 становника што је за 119 мање (-25,21%) у односу на попис из 2011. када је било 472 становника.
Према попису из 2011. већину станоништва чинили су Румуни.
| Етнички састав према попису из 2011.‍ | Етнички састав према попису из 2011.‍ | Етнички састав према попису из 2011.‍ | Етнички састав према попису из 2011.‍ | Етнички састав према попису из 2011.‍ |
| ------------------------------------ | ------------------------------------ | ------------------------------------ | ------------------------------------ | ------------------------------------ |
|                                      |                                      |                                      |                                      |                                      |
| Румуни                               | Румуни                               |                                      | 439                                  | 93,01%                               |
| Немци                                | Немци                                |                                      | 6                                    | 1,27%                                |
| Мађари                               | Мађари                               |                                      | 4                                    | 0,85%                                |
| Роми                                 | Роми                                 |                                      | 4                                    | 0,85%                                |
| Остали                               | Остали                               |                                      | 3                                    | 0,64%                                |
| Непознато                            | Непознато                            |                                      | 16                                   | 3,39%                                |

## Историјски споменици
У Саски Романи су заштићени следећи историјски споменици:
- Римски рудник, из II—III века
- Православна црква Светих апостола Петра и Павла, изграђена 1777. године, а обновљена 1862.